# 평결불복판결
평결불복판결(JNOV:judgment notwithstanding verdict)은 배심원의 평결을 판사가 뒤집는 결정을 하는 것을 말한다. 실제로 배심원 평결과 상반된 판결이 나올 가능성은 매우 낮으며 미국 배심원 판결은 ‘자의적이고 독단적이지 않은 이상’ 배심원 평결을 따르고 있다.심원의 평결시 배심의 평결에 의해 패소한 자는 자신의 소송대리인을 통해 담당법관이 배심원의 판단과 다른 평결파기판결을 해줄 것을 최종적으로 신청할 수 있다.
배심원이 내리는 평결은 대체로 이성적이고 사실에 기초한 법적 결론이라고 추정되지만, 이 추정이 합당하지 못한 경우 패소자는 평결 10일 이내에 평결파기판결을 신청할 수 있으며 패소자의 평결파기판결(JNOV) 신청이 있으면, 판사는 배심원에게 제시된 사실 및 증거를 원고에 유리한 쪽으로 해석한 후 비이성적 인 배심원 평결이었다고 판단할 경우에만 배심원 평결을 파기하는 권한을 보유한다.

## 사례
- 삼성 애플 소송에서 삼성은 1심 최종 판결을 앞두고 담당 판사에게 배심원의 평결을 뒤집는 판결을 해달라고 이의를 제기할 것으로 예상되었다.

- 캘리포니아 지방법원은 스마트폰 블랙베리의 제조업체인 리서치인모션(RIM)이 엠포메이션 테크놀로지스의 특허를 침해했다는 평결을 받고도 이를 뒤집어 리서치인모션의 손을 들어줬다.[3]

## 같이 보기
- 평결불복법률심리